# Spiraalhaarmelkworm
De spiraalhaarmelkworm (Monopylephorus irroratus) is een ringworm uit de familie van de Naididae. De wetenschappelijke naam van de soort is voor het eerst geldig gepubliceerd in 1873 door Verrill.